# Ribe Domkirkes indvielse
Ribe Domkirkes indvielse je dánský němý film z roku 1904. Režisérem je Peter Elfelt (1866–1931). Film trvá necelé dvě minuty.

## Děj
Film zachycuje slavnostní inauguraci katedrály ve městě Ribe, která se konala 7. srpna 1904. Katedrála byla postavena zhruba mezi lety 1150-1250 a její důkladná rekonstrukce proběhla v letech 1882-1904 pod dohledem architektů Hanse Christiana Amberga (1837–1919) a Jacoba Helmse (1824–1906).